# Кріс Ленгрідж
Кріс Ленгрідж (англ. Chris Langridge, нар. 2 травня 1985) — британський бадмінтоніст, бронзовий призер Олімпійських ігор 2016 року.

## Виступи на Олімпіадах
| Олімпіада           | Дисципліна    | Місце |
| ------------------- | ------------- | ----- |
| Ріо-де-Жанейро 2016 | парний розряд | 3     |

## Зовнішні посилання
- Кріс Ленгрідж — олімпійська статистика на сайті Sports-Reference.com (англ.) (архівна версія)
- Кріс Ленгрідж на сайті BWF.tournamentsoftware.com (англійська)
- Кріс Ленгрідж на сайті BWFbadminton.com (англійська)
- Кріс Ленгрідж на сайті Olympics.com (англійська)
- Кріс Ленгрідж на сайті Olympedia (англійська)
- Кріс Ленгрідж на сайті British Olympic Association (англійська)
- Кріс Ленгрідж на сайті Commonwealth Games Federation (англійська)

1. ↑  https://bwf.tournamentsoftware.com/player-profile/21E8F31D-D422-41E7-B21B-49707DD2CA45